# Бессмертных, Александр Александрович
Алекса́ндр Алекса́ндрович Бессме́ртных (род. 10 ноября 1933, Бийск, Западно-Сибирский край) — советский дипломат. С 15 января по 28 августа 1991 года министр иностранных дел СССР.  Член ЦК КПСС (1990—1991). Чрезвычайный и полномочный посол.

## Образование
Родился в г. Бийске. Его отец, Александр Иванович Бессмертных, погиб на фронте Великой Отечественной войны в начале 1943 года. После этого мать Мария Васильевна с детьми переехала к родственникам в г. Ойрот-Тура (современный Горно-Алтайск). Там Александр окончил школу в 1951 году. Затем в 1957 году окончил Московский государственный институт международных отношений, кандидат юридических наук (1970).

## Дипломат
- В 1957—1960 годах — референт, старший референт, атташе отдела печати Министерства иностранных дел СССР[4].
- В 1960—1966 годах — переводчик, сотрудник Секретариата ООН[2][4].
- В 1966—1970 годах — второй, затем первый секретарь секретариата министра иностранных дел СССР[2][4].
- В 1970—1983 годах — первый секретарь, советник, советник-посланник посольства СССР в США[4]. По данным американского «Биографического ежегодника», «за 13 лет своей работы в Советском Посольстве в Вашингтоне Бессмертных превратился в модель дипломата, который умело представлял свою страну»[2].
- В 1983—1986 годах — заведующий отделом США МИД СССР, член коллегии МИД СССР[2][4].
- В 1986—1988 годах — заместитель министра иностранных дел СССР[4].
- В 1988—1990 годах — первый заместитель министра иностранных дел СССР[2][4].
- С 15 мая 1990 по 15 января 1991 года — чрезвычайный и полномочный посол СССР в США[2][4].
- В 1990—1991 годах был членом ЦК КПСС[4].

### Министр иностранных дел
В январе-августе 1991 года — министр иностранных дел СССР, также в марте-декабре 1991 — член Совета Безопасности СССР. Первый выпускник МГИМО, возглавивший МИД. Михаил Горбачёв, назначивший Бессмертных министром, назвал его человеком «большого профессионализма, широких взглядов и высокой культуры».
В качестве министра участвовал в подготовке международной мирной конференции по Ближнему Востоку, сопредседателями которой были СССР и США (конференция состоялась в Мадриде в октябре 1991 года, уже после его фактической отставки). Был первым главой советского МИДа, посетившим в рамках этого процесса Израиль. Являлся автором концепции «создания пояса дружбы и сотрудничества вокруг Советского Союза», согласно которой в число приоритетов внешней политики СССР входило развитие связей со всеми государствами по периметру страны, в том числе и с теми, которые до этого находились на периферии интересов советской дипломатии. Во время его пребывания на посту министра в июле 1991 года в Москве был подписан советско-американский Договор по СНВ-1. Начал процесс подготовки и заключения двусторонних соглашений со странами Центральной и Восточной Европы, ранее бывших союзниками СССР по Варшавскому договору. Подписал первые соглашения СССР с Советом Европы.
В августе 1991 года отказался войти в состав ГКЧП, но и не осудил его деятельность. Заявив о том, что болен, не руководил министерством в период кризиса. 23 августа, после поражения ГКЧП, президент СССР подписал указ об увольнении Бессмертных и внёс его на рассмотрение Верховного Совета СССР. Однако, отставка не была рассмотрена на открывшейся 26 августа сессии Верховного Совета СССР, равно как и назначение вместо него Бориса Панкина, указ по которому был внесён 28 августа. Таким образом, Бессмертных формально оставался главой МИД СССР до 14 ноября 1991 года (с 28 августа формально был и. о. министра из-за отставки Кабинета Министров), когда решением Госсовета МИД был реорганизован в Министерство внешних сношений СССР.

## Глава Внешнеполитической ассоциации
С сентября 1991 года — начальник центра политического анализа при Внешнеполитической ассоциации России. С марта 1992 — президент Внешнеполитической ассоциации России.
Председатель Всемирного совета бывших министров иностранных дел, сопредседатель Виндзорского форума (Российско-британский диалог элит), Российско-американского политического форума. Действительный член Российской академии социальных наук, член-корреспондент Чилийской академии социальных, политических и гуманитарных наук, почётный профессор Московского государственного университета и Нового российского университета. Председатель наблюдательного совета фонда «Международные научно-технические программы», вице-президент международного общественного движения «Восточное измерение», член Международного совета организации «Океанская безопасность».
Автор многих статей и исследований на темы дипломатии, внешней политики, военно-политической стратегии, переговоров по ядерным вооружениям.

## Награды
Награждён орденами Дружбы народов, Почёта, а также орденом Даниила Московского III степени Русской православной церкви.